# Саймонс, Льюис
Льюис Саймонс (англ. Lewis M. Simons, род. 9 января 1939 года) — американский журналист, лауреат и финалист Пулитцеровской премии, бо́льшую часть своей карьеры освещавший события в Юго-Восточной Азии и на Ближнем Востоке.

## Биография
Получив степень бакалавра экологии в Университете Нью-Йорка, Льюис Саймонс присоединился к запасу морской пехоты США в 1962 году. За два года до окончания службы в 1966-м он получил позицию корреспондента Associated Press. Его статьи для редакции освещали события в Малайзии, Вьетнаме и Сингапуре. В этот же период он окончил магистерскую программу в Высшей школе журналистики Колумбийского университета, где познакомился со своей будущей супругой Кэрол Ленор Сейдерман. Они поженились в 1965 году.
В 1971 году журналист получил позицию в редакции Washington Post в Индии, а через пять лет перевёлся в таиландское бюро издания. После непродолжительной работы в главном офисе Washington Post в 1978—1982 годах, он шесть лет возглавлял Mercury News. Одним из его проектов для редакции стала совместная серия репортажей с корреспондентами Питом Кэри и Кэтрин Эллисон о финансовых махинациях президента Филиппин Фердинанда Маркоса. Находившийся на тот момент в Токио Саймонс расследовал обстоятельства смерти филиппинского политика Акино Бенигно, когда наткнулся на информацию о финансовых преступлениях Маркоса. В 1986 году материалы трёх корреспондентов были удостоены Пулитцеровской премии за международный репортаж, ещё через год Льюис Саймонс издал книгу, посвящённую филиппинской революции.
В последующее десятилетие репортёр поочерёдно возглавлял пекинский филиал Mercury News и токийское отделение Knight-Ridder Newspaper. А также работал иностранным корреспондентом для Time Magazine. В 1995 году Льюис Саймонс и Майкл Зиленцигер вышли в финал Пулитцеровской премии за серию рассказов о растущем экономическом и политическом влиянии Китая в Азии. Позднее Саймонс писал для National Geographic, USA Today, Foreign affairs, Atlantic, Smithsonian и других изданий. В 2009 году в соавторстве с Кристофером Бондом Саймонс издал книгу «Следующий фронт: Юго-Восточная Азия и путь к глобальному миру с исламом». В течение следующих трёх лет писатель переехал с семьёй в Фэрбенкс, где заведовал кафедрой журналистики в Университете Аляски.

## Награды
Помимо Пулитцеровской премии за международный репортаж, Саймонс также был отмечен:
- Грантом Эдварда Мароу от Совета по международным отношениям (1970)[1];
- Наградой за выдающееся журналистское расследование (1979)[1];
- Премией первой полосы[англ.] (1979)[1];
- Особым упоминанием от Гильдии журналистов (1984);
- Особым упоминанием от Клуба зарубежных корреспондентов[англ.] (1983);
- Премией Джорджа Полка (1985)[10];
- Наградой от Сообщества редакторов и журналистов, занимающихся расследованиями (1986);
- Премией Джесси Меритон Уайт (1986);
- Премией Клуба зарубежных корреспондентов[англ.] (1972, 1992);
- Премией Джеральда Леба[англ.], Высшая школа менеджмента Андерсона (1993).